# Cecilia Vicuña
Cecilia Vicuña Ramírez (Santiago de Chile, 1948) es una artista visual, poeta, cineasta y activista chilena. Es considerada una de las voces más auténticas y polifacéticas de la poesía contemporánea y una potencia artística que encarna la exploración creativa y la resistencia política.
La práctica artística y poética que Cecilia Vicuña llama “lo precario”, creada a mediados de la década de 1960 en Chile, incluye la escritura, el performance y el arte. Su obra ha sido calificada como anticipadora de grandes movimientos poéticos, artísticos y académicos, desde el arte conceptual y el performance de poesía, hasta el land art y discursos de la segunda ola de feminismo, que empezarían a florecer en las décadas 70 y 80 del siglo XX.
Su trabajo propone una visión libre y futurista que es pionera de la propuesta de decolonización indígena y ecofeminista. Las performances e instalaciones site-specific de Vicuña, sus monumentales Quipu y los Precarios y Basuritas (pequeñas esculturas ensambladas y creadas con deshechos), así como sus pinturas, explicaciones, poemas y Palabrarmas (palabras que se re-arman para revelar su metáfora interior), combinan lo ritual y político en actos transformativos, que transitan desde lo ancestral a lo avant-garde.
Autora de 25 libros de arte y poesía, su obra escrita ha sido traducida a siete lenguas. En 2019 es distinguida con el Premio Velázquez de Artes Plásticas. Su obra visual forma parte de las colecciones de Museo Solomon R. Guggenheim, de Nueva York, Museo de Arte Moderno (MoMA) de New York, Tate Modern, en Londres, Museum of Fine Arts de Boston, Pérez Art Museum Miami, Museo de Arte Latinoamericano de Buenos Aires (MALBA) y Museo Nacional de Bellas Artes, en Santiago de Chile, entre otros. En abril de 2022 recibió el León de Oro a la trayectoria por parte de la 59ª Bienal de Arte de Venecia. En febrero de 2023 ingresa a la Academia de las Artes y las Letras de Estados Unidos, y ese mismo año recibe el Premio Nacional de Artes Plásticas de Chile.

## Biografía
Norma Cecilia Vicuña Ramírez nació en Santiago de Chile en 1948, en el seno de una familia de artistas e intelectuales, que incluía al escultor Carlos Lagarrigue Alessandri, el escritor Carlos Vicuña Fuentes y la escultora Rosa Vicuña Lagarrigue.
Ya en su adolescencia, en el año 1966, Vicuña inicia su trabajo poético, tanto escrito como performático. Ese mismo año, en la playa de Con Cón, crea el concepto de “Lo Precario” y sus “basuritas”, pequeñas obras escultóricas hechas a partir de desechos, así como instalaciones creadas para desaparecer en la naturaleza. También en 1966 ingresa a estudiar arquitectura en la Universidad de Chile, pero se cambia a la Escuela de Bellas Artes de la misma universidad, donde estudia Pedagogía en Artes Plásticas. En 1967, funda la Tribu No, y es autora del No Manifiesto, texto que propone el no-hacer como acción. El grupo Tribu No, incluía varios jóvenes poetas, entre ellos, Claudio Bertoni. La Tribu No realizó acciones poéticas en espacios públicos en distintos lugares de Santiago y escribió teatro para niños en la televisión universitaria. En 1968, Vicuña publica sus primeros poemas en la revista mexicana de poesía El Corno Emplumado, que celebra su obra como "último fruto del árbol de la poesía". En 1971, Vicuña concluye el manuscrito del poemario Sabor a mí, y firma un contrato de edición con Ediciones Universitarias de la Universidad Católica de Valparaíso, que finalmente fue censurado y lanzado al mar por los militares en 1973. Dos meses después del golpe militar en Chile, en noviembre de l973, publica otro libro, también llamado Sabor a Mí, en Inglaterra (Beau Geste Press, principal editorial del movimiento Fluxus). Este Sabor a mí era un libro de artista, en respuesta al golpe militar que incluía La Muerte de Salvador Allende y su retrato de Violeta Parra.

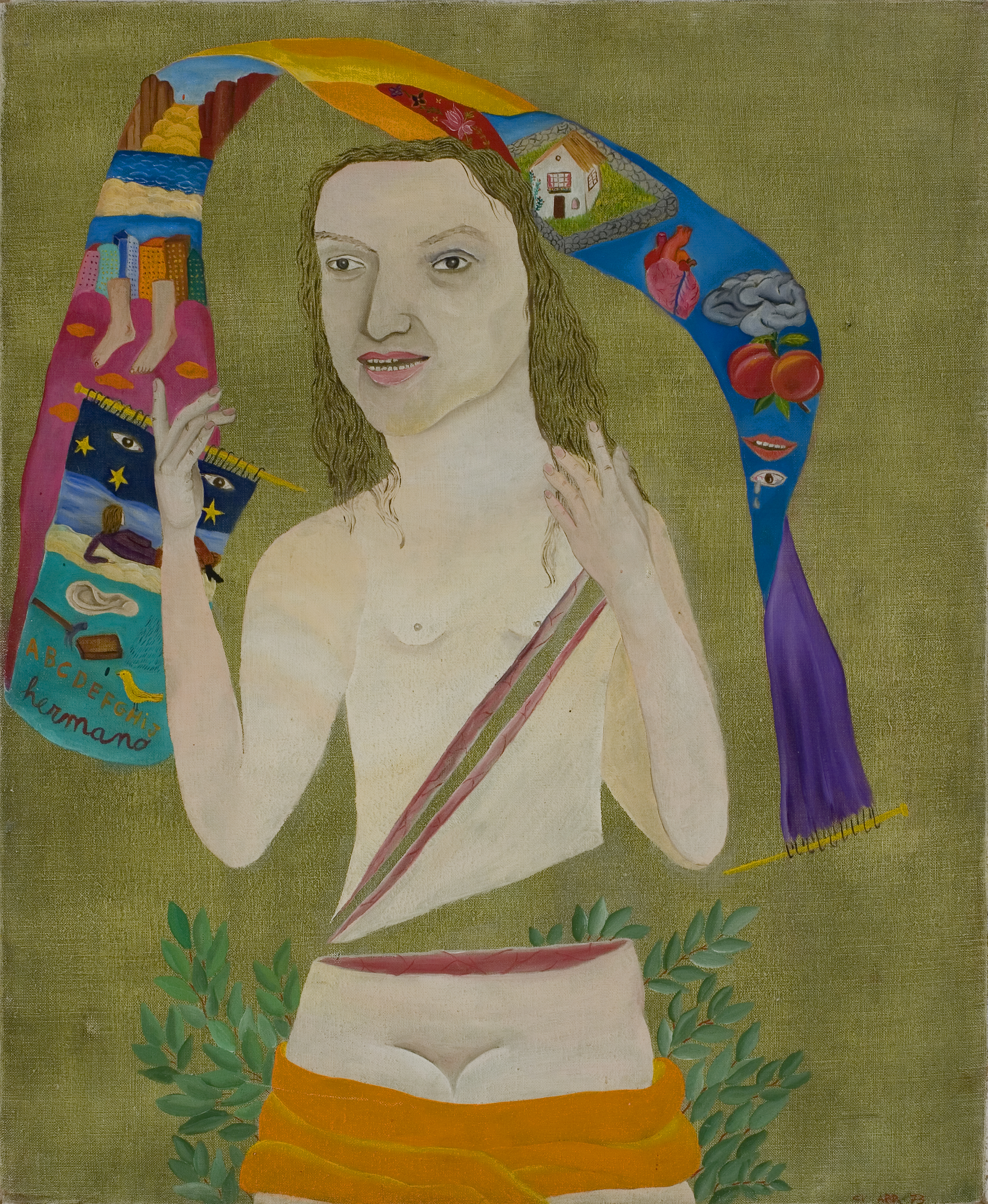
Violeta Parra, 1973. Cecilia Vicuña. Parte de la colección del Museo Tate, Londres, UK.

En 1971 presenta dos muestras individuales en el Museo Nacional de Bellas Artes, en Santiago: Otoño y Pinturas, Poemas y Explicaciones. Para Otoño, Cecilia Vicuña llenó uno de los salones del museo con hojas secas que recogió con el apoyo de los jardineros del Parque Forestal y la Quinta Normal. Vicuña describió la obra como “una pieza interior más que exterior porque su concepción y la experiencia de hacerla cuenta más que la escultura en sí”. Nemesio Antúnez, director del Museo, le informó que lo que estaba haciendo era arte conceptual. Esa fue la primera vez que Vicuña oyó de esta categoría. Estas exposiciones son sus primeras instalaciones site-specific en museos, forma que la artista continúa trabajando hasta la actualidad.
En 1972 viaja a Londres becada para estudiar un postgrado en la Slade School of Fine Arts, University College, con el patrocinio del British Council. En Londres, en mayo de 1973, en el contexto de su exposición Pain Things & Explanations da una conferencia en el Institute of Contemporary Arts (ICA) titulada Art in the Chilean Revolution. El 11 de septiembre de 1973 ocurre en Chile el golpe de Estado que derrocó el gobierno de Salvador Allende, dando inicio a la dictadura militar de Augusto Pinochet. Debido a la nueva situación política de su país natal, Vicuña solicita asilo formal para permanecer en calidad de exiliada en Inglaterra luego de que su beca estudiantil llegó a término, en diciembre de 1973. El caso de Cecilia Vicuña es defendido judicialmente por el National Council for Civil Liberties, entidad que consiguió que Vicuña recibiera una visa de residente. En marzo de 1974, el canal BBC2 realiza un documental sobre Cecilia Vicuña, su obra y su visión política titulada Maria Santiago, nombre de pluma de la artista. El documental fue transmitido un sábado a las 7:00 p. m.

### Artists for Democracy
En mayo de 1974, Vicuña funda en Londres junto a John Dugger, David Medalla y Guy Brett la agrupación Artists for Democracy (AFD) para reunir fondos para la Resistencia Chilena, organizando el Festival de las Artes por la Democracia en Chile, en la renombrada Royal College of Art de Londres, una gran exhibición internacional en la que 320 artistas internacionales donaron obras para Chile, entre ellos Roberto Matta, Julio Cortázar, Christo y Sol LeWitt, junto a estudiantes y artistas emergentes. El Festival denunció las atrocidades cometidas contra el pueblo y la cultura por la dictadura militar, como también las de otras dictaduras que asolaban otros países latinoamericanos. A través de su participación en manifestaciones masivas en la calle y acciones artísticas, AFD repudió la violación de los derechos humanos.

### Exilio
En el año 1975, Vicuña dejó Inglaterra y se radicó en Bogotá, Colombia. En esta ciudad trabajó brevemente como docente en la Fundación Universidad de Bogotá Jorge Tadeo Lozano. También fue invitada a crear escenografías para la Corporación Colombiana de Teatro, entre ellas la de la obra Los Diez Días que Estremecieron el Mundo, del Teatro de La Candelaria. Realizó un taller de creación en la comunidad guambiana del Valle del Cauca, experiencia que la lleva a profundizar su vínculo con la cultura indígena viva. En l977 realiza su exposición Homenaje a Vietnam en la Fundación Gilberto Alzate Avendaño, en Bogotá. En 1979, participó del concurso nacional de poesía Eduardo Coté Lamus, donde se le niega un premio debido a su tónica erótica y revolucionaria. Esta situación indignó a Jaime Manrique Ardila, uno de los jueces de la competencia, quien denunció la injusticia en El Espectador de Bogotá. Ese artículo dio notoriedad pública a la artista en Colombia, que respondió con performances de su poesía censurada. En Bogotá, también realizó su primer film, el documental Que es para Ud la Poesía? (What is Poetry to You?), hoy parte de la colección del Museo de Arte Moderno de Nueva York, MoMA.
Durante su estadía en Colombia (1975-1980), la principal obra de Vicuña fueron sus Palabrarmas, una visión de la palabra como la única arma permitida, que la artista había iniciado en Londres en 1974. Vicuña materializó las Palabrarmas en múltiples medios, del dibujo al collage, de la pintura sobre tela a la performance y el cine, como una respuesta poética frente a la distorsión del lenguaje y a la violencia de la mentira. Sus dos primeras películas, “¿Qué es para usted la poesía?” y “Sol y dar y dad, una palabra bailada” fueron concebidas como parte de la investigación fundacional de las Palabrarmas.
En el año 1980, Vicuña fue invitada a dar performances en La Florida y Nueva York, Estados Unidos, donde conoce al artista César Paternosto, con quien contrae matrimonio. En esta ciudad, Vicuña integra el colectivo Heresies: A Feminist Publication on Art and Politics, hoy legendario grupo de artistas e intelectuales feministas. En l981 exhibe por primera vez en el MoMA, en la muestra colectiva Latin American Video. En 1983 Vicuña publica el libro Precario/Precarious con la editorial Tanam Press, el cual recibe el premio LINE II al Mejor Libro de Artista del Año. Ese año realiza su film Paracas, una animación tridimensional de un textil precolombino de dos mil años de antigüedad creado en la región Paracas/Nazca del Perú, con música de José Pérez de Arce y Claudio Mercado y cantos de Cecilia Vicuña, hoy parte de la colección del Museo MALI, de Lima, Perú.
Vicuña establece una segunda residencia en Buenos Aires, Argentina. En esta ciudad publica su libro Palabrarmas, 1984. Durante el resto de la década, Vicuña viaja por Latinoamérica, especialmente Argentina, Colombia, Perú, Bolivia y Chile estudiando la cultura andina. Realiza obras en el paisaje que continúan y transforman antiguos performances rituales en un lenguaje contemporáneo. Aunque Vicuña se centra en las actuaciones orales, la suya no es una idea romántica sobre la oralidad prístina, en cambio, se preocupa por la interacción entre los textos poéticos y la vocalización e improvisación de estos.
En 1987 publica el libro Samara, en Colombia. Al año siguiente edita la serie de libros de literatura latinoamericana en traducción al inglés Palabra Sur, de Grey Wolf Press. Entre sus títulos se cuentan Altazor, de Vicente Huidobro y La Poesía Reunida, de Rosario Castellanos.
Cecilia establece una segunda residencia en Buenos Aires, Argentina; en esta ciudad publica su libro Palabrarmas. Durante el resto de la década, Vicuña viaja por Latinoamérica estudiando las culturas ancestrales de la zona e incluyendo los ritos, saberes y tradiciones indígenas dentro del lenguaje de su obra visual y poética. En 1987 publica el libro Samara en Colombia, y al año siguiente edita y traduce la serie de libros sobre Latinoamérica Palabra Sur, a través de Graywolf Press.

### Años 1990
En 1990 publica su primer libro en Chile: La Wik’uña y presenta su primera muestra individual en Estados Unidos, Precario en Exit Art Gallery de Nueva York. En 1992 su libro Unravelling Words & the Weaving of Water, traducido por Eliot Weinberger, es publicado por Graywolf Press. A partir de esta publicación comienza sus giras de performances poéticos en EE. UU. Durante este período, Vicuña exhibe su obra a nivel internacional en renombradas instituciones de Latinoamérica, Estados Unidos y Europa.
En 1992 presenta El Ande Futuro en el Berkeley Art Museum and Pacific Film Archive (BAM/PFA), una instalación site-specific creada especialmente para el museo, en diálogo con textiles precolombinos, seleccionados por la artista de la colección del Museo de Antropología, Phoebe Apperson Hearst, de la misma Universidad.
En 1995 da su primer taller a la comunidad rural de Caleu en Chile para impulsar el redescubrimiento de los saberes ancestrales y la tradición de Bailes Chinos que se había perdido 30 años antes. Chino, para los bailarines, significa “servidor de la divinidad”, en quechua. Este taller da origen a un método no-método de educación decolonizador que Cecilia Vicuña llama Oysi. En 1996 presenta su muestra Precario en Inverleith House, Royal Botanic Garden de Edimburgo y publica su libro Palabra e Hilo (Word and Thread) Morning Star Publications. En 1997 aparece QUIPOem / The Precarious Art & Poetry of Cecilia Vicuña, una autobiografía de su obra en basuras, editado por Catherine de Zegher y publicado por la editorial Wesleyan University Press. En 1999 realiza su muestra multimedial Cloud-net, dedicada al calentamiento global y la extinción de las especies, acompañada del libro homónimo. Esta muestra viajó a Hallwalls Contemporary Arts Center, en Buffalo, a Diverseworks Artspace, en Houston y a Art in General, en Nueva York, Estados Unidos.

### Años 2000
En el año 2000 Cecilia Vicuña presenta su muestra individual Semiya, de semillas nativas en vías de extinción en la Galería Gabriela Mistral de Santiago. En 2001 publica el libro de poesía El Templo, en diálogo con la pintura de Manél Lledos, traducido por Rosa Alcalá (Situations, Nueva York). En 2002 realiza una instalación site-specific junto a César Paternosto, titulada Dissolving threads of water and light, en The Drawing Center de Nueva York. También en 2002 publica Instan (Kelsey St. Press, Berkeley) republicado luego en traducción de la autora, con el título I tu, editorial Tsé Tsé, Buenos Aires, 2004. En 2005 aparece en Chile la reedición del libro Palabrarmas (1984).
En 2007 se reedita en Chile su primer libro Saboramí, publicado por Ediciones Universidad Diego Portales, en reimpresión semifacsimilar, 34 años después de haber sido impedida su publicación en 1973. El año 2009 la artista publica en Lima, Perú, la antología de su poesía reunida V, editada por Renato Gómez.
En 2009 presenta en el Consejo de la Cultura en Valparaíso su muestra individual “La Noche de las Especies, La Mar Herida nos Mira”, 40 metros de dibujos dedicados a la extinción de las especies marinas y la resurrección de las bacterias primitivas que dieron vida al oxígeno planetario.

### Años 2010
En 2010, Cecilia Vicuña realiza el poema documental autobiográfico Kon Kon, en el que la poeta regresa al pueblo costero Concón, en Chile, lugar de origen de su arte, donde el mar se está muriendo y las tradiciones locales desaparecen. Situado al pie del Aconcagua, la montaña más alta del hemisferio occidental, Concón tiene un patrimonio cultural milenario y allí evolucionó una forma musical única: el sonido rajado de los bailes chinos. También en 2010, LOM publica Soy Yos en Santiago, una antología de poemas escritos entre 1966 y 2006.
En 2011, Vicuña y el poeta estadounidense James O’Hern, fundan Oysi.org, una organización sin fines de lucro inspirada en la idea de que “todos somos indígenas de la familia humana, pero lo hemos olvidado” y propone “y escuchar a aquellos que han mantenido vivo el recuerdo de nuestras conexiones ancestrales” no escritas.
En 2012 se publica Spit Temple: Selected Oral Performances by Cecilia Vicuña, de la editorial Ugly Duckling Presse transcritos y editados por Rosa Alcalá. Este libro transcribe las improvisaciones orales multilingües de la poeta e incluye el principal análisis de su obra poética performática. Spit Temple: Selected Oral Performances recibió el segundo premio 2013 PEN Award for Poetry in Translation.
Durante los últimos años, Cecilia Vicuña ha gozado de un creciente reconocimiento internacional y algunas de sus obras han sido adquiridas por grandes museos del mundo como el Museo Solomon R. Guggenheim, de Nueva York, Museo de Arte Moderno (MoMA) de New York, Tate Modern, en Londres, el Museum of Fine Arts de Boston y el Pérez Art Museum Miami (PAMM), entre otros.
En 2013 realiza una muestra individual en la galería England & Co, en Londres, donde exhibe parte de su obra realizada en Londres en los años 70. La exposición incluyó las pinturas Violeta Parra (1974), que luego fue adquirida por el museo TATE de Londres, en 2017, y Karl Marx (1973), que adquirió el Solomon R. Guggenheim Museum, de Nueva York, en 2018. También en Londres, en 2013, participó de la muestra colectiva, curada por Pablo León de la Barra y Carmen Juliá, Friends of London, junto a artistas latinoamericanos que trabajaron en Londres entre 1960 y 1979. También en 2013 Vicuña publica el libro El Zen Surado (Catalonia), una selección de poemas censurados escritos entre 1965 y 1972, en Chile. Dedicado a las estudiantes que marchan desnudas o vestidas por la justicia, “la poesía y el futuro depende de ellas”.
El año 2014 se presentó Artists for Democracy: El Archivo de Cecilia Vicuña en Santiago, una muestra del movimiento del cual ella fue cofundadora en 1974, una movilización de más de 300 artistas en solidaridad con el pueblo de Chile, durante la dictadura. La muestra se realizó de manera dual en el Museo de la Memoria y los Derechos Humanos y en el Museo Nacional de Bellas Artes, en Santiago.
En 2015, Vicuña fue nombrada Messenger Lecturer en Cornell University, un honor otorgado a autores como Noam Chomsky y Richard P. Feynman, por contribuir a la "evolución de la civilización con el propósito especial de elevar el estándar moral de nuestra vida política, comercial y social".
En el año 2017 Cecilia Vicuña es invitada a participar en Documenta14, la principal muestra internacional de arte contemporáneo en el mundo. Ese año la exhibición se llevó a cabo en su sede original en Kassel, Alemania, y en Atenas, Grecia. Vicuña instaló dos quipus monumentales, uno en Atenas y otro en Kassel, y realizó performances colectivas y seminarios. En Kassel además se expusieron su serie de retratos al óleo Mujeres Poetas y Héroes de la Revolución, creados en los años ‘60, ‘70 y ‘80. Para su participación en Documenta, creó el libro de artista Read Thread, The Story of the Red Thread (Sternberg Press, en Berlín). La poesía y el arte de Cecilia Vicuña se relacionan profundamente con la función simbólica del textil; el hilo, el nudo y el tejido como lenguaje y, en particular, con el hilo rojo. Desde la década de 1970, su trabajo se ha comprometido visual y poéticamente con rituales de Indoamérica, Australia aborigen, Sudáfrica y la Europa paleolítica. Sus performances, instalaciones site-specific, quipus, esculturas, pinturas, dibujos y su lírica vinculan el hilo rojo a la sangre menstrual y la continuidad de la vida.

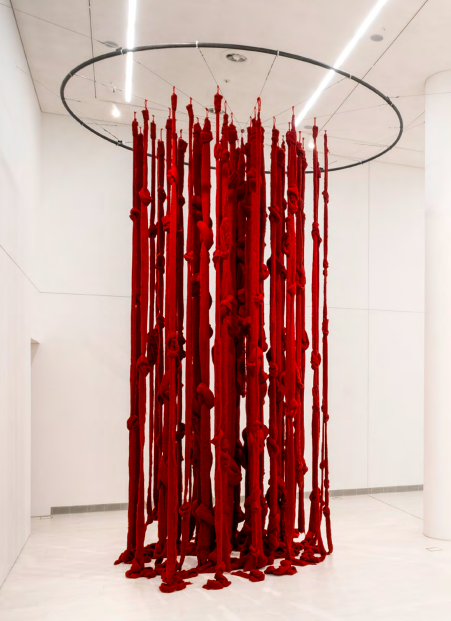
Quipu Menstrual de Cecilia Vicuña (site specific) para Documenta14, 2017.

También en 2017 comienza la instalación de su muestra itinerante About to Happen, organizada por el Contemporary Arts Center, Nueva Orleans y co-curada por Andrea Andersson y Julia Bryan-Wilson. Esta exhibición multimedial incluye instalaciones site specific, una selección de videos, más de 100 precarios, y libros de artista. Con ocasión de la muestra Siglio Press publicó el homónimo. La exhibición viaja hasta el año 2020 en museos de cinco ciudades de Estados Unidos: Contemporary Arts Center (CAC), New Orleans; Berkeley Art Museum and Pacific Film Archive (BAMPFA), Berkeley, CA.; Henry Art Gallery, University of Washington, Seattle; y The Museum of Contemporary Art, North Miami, FL.
En 2018 realiza su primera muestra individual en una galería de Nueva York: La India Contaminada en la galería Lehmann Maupin de Nueva York, incluyendo un Quipu, Precarios, videos y pinturas desde 1969 hasta 2017. Ese año presenta una segunda muestra individual PALABRARmas en el Neubauer Collegium de la Universidad de Chicago. Ahí exhibe obras realizadas entre 1974 y 2018 y publica el libro de artista AMAzone Palabrarmas, traducido por James O'Hern con dibujos del año 1978, hechos a partir de su viaje por el Amazonas entre 1977-1978. En 2018 presenta la también individual, exposición multimedial Quipu Desaparecido en el Brooklyn Museum, de Nueva York y el Museo de Bellas Artes de Boston, MFA. La obra consistió en una animación de textiles precolombinos proyectada sobre un quipu monumental, acompañado de quipus y textiles precolombinos. Gary Urton, director del Khipu Project de Harvard University Archivado el 3 de octubre de 2019 en Wayback Machine., colaboró con Vicuña en la muestra, realizando además varios diálogos públicos con la poeta. A finales de 2018 presenta la exposición y performance La Minga Oysi junto a estudiantes activistas feministas, en Galería Macchina, de la Universidad Católica de Chile. Ese año recibe el premio Grants & Commissions Program, que entrega The Cisneros Fontanals Art Foundation (CIFO). También en ese año, la poeta recibe el honor de ser elegida Poet Sherry Memorial 2018, en Residencia del Programa de Poesía y Poética de la Universidad de Chicago.
En 2019 Vicuña recibe el Premio Velázquez de Artes Plásticas, que otorga el Ministerio de la Cultura y el Deporte de España. El jurado destacó su “arte multidimensional, en el que interactúa con la tierra, el lenguaje y los tejidos” y a Vicuña como “creadora de una poética especial en la que se cruza la conciencia ecológica, la ciudad y la institución artística. Su trabajo es deudor de un conocimiento milenario actualizado a través de performances, instalaciones, escultura, libros y gestos de la vida cotidiana". Antes, en Estados Unidos obtuvo dos importantes premios: Herb Alpert Award de Artes Visuales en reconocimiento a su “inquebrantable feminismo”, “sus exploraciones audaces y su poética sin concesiones”, que “responden a las actuales realidades políticas, sociales y ecológicas”; y el premio United States Artists, que se entrega a “los artistas más cautivadores” que trabajan en ese país. Durante 2019 obras de Cecilia Vicuña se exhiben en algunos de los principales museos del mundo. El Museo de Arte Moderno de Nueva York, MoMA incluye tres de sus obras en la exposición The New MoMA de apertura del museo luego de su más grande y profunda remodelación: Pantera Negra y yo, 1978, la película Qué es Para Ud la Poesia?, 1980 y el libro de artista Sabor A Mí, 1973.
Cecilia Vicuña monta distintas exposiciones individuales, cuatro de ellas se muestran de forma simultánea en Ohio, Seattle, Róterdam y Santiago.
En Seattle expone About to Happen, en Henry Art Gallery, que presenta Burnt Quipu y precarios. En Ohio abre la exposición Lo Precario/The Precarious en The Wexner Center for the Arts, y despliega más de 50 de sus “basuritas”. En Róterdam se monta la retrospectiva Veroir el Fracaso Iluminado, curada por Miguel A. López, en el Witte de With Center for Contemporary Art, Róterdam, con obras de los archivos personales de Vicuña y otras en préstamo de museos y colecciones privadas: un Quipu Menstrual, precarios, palabrarmas, pinturas, explicaciones, esculturas, videos, tejidos, su trabajo en solidaridad con Vietnam, en Colombia y la Tribu No y Artist for Democracy. Junto con la exposición se publicó el libro Cecilia Vicuna: Seehearing the Enlightened Failure, que reúne su obra en 360 páginas, publicado por Witte de With. Luego, en Santiago de Chile, presenta Minga del Cielo Oscuro en el Centro Cultural España, para la que Vicuña convocó a artistas, astrónomos, arqueólogos, músicos y etnomusicólogos a reflexionar en torno a la oscuridad del cielo nocturno y las múltiples consecuencias ecológicas, neurológicas y sociales de su desaparición. La muestra presenta una confluencia de saberes ancestrales, científicos y poéticos, a partir de su experiencia como residente en el observatorio La Silla de la ESO y su visita al sitio arqueológico diaguita El Olivar, en las afueras de La Serena, al sur del desierto de Atacama.

## Obra

### Arte y poesía
La obra de Cecilia Vicuña une arte y poesía, se construye desde la experiencia inmediata y su cualidad efímera. Su poética sucede en el espacio y el tiempo. Es escritura y performance. Se manifiesta como poema, ensayo, instalación site-specific, cantos, pintura, collage, escultura, tejido, dibujo y cine. Es una obra multidimensional. Su trabajo encarna la exploración creativa y la resistencia decolonizadora indígena, feminista, agénero, ecológica y en defensa a la vida y los derechos humanos. La suya, es una poesía que se lee, se hace, se ve y se experimenta en el encuentro y la interacción. Se desvanece en su propio tiempo y está siempre “a punto de suceder”.
“Era su no ser nada aún, su ‘not yet’ lo que me atraía.
Su ser ‘casi’ un borde, un “a punto de suceder”.
En esa cualidad me mantenía, buscando una forma
antes de la forma.
La forma no nacía de una idea.
Era la idea desvaneciéndose"
* Extracto del poema El Quazar.

### Poesía escrita
Cecilia Vicuña comienza a escribir poemas en su adolescencia. Su poesía experimental, tanto en forma como en sonoridad, presenta el lenguaje en permanente cambio, y ofrece la posibilidad de volver a representar otras y nuevas realidades mediante su constante reconfiguración. Así, recoge palabras en español, inglés, mapudungún (idioma de la cultura mapuche, en el sur de Chile) y quechua, entre otras.
Parte importante de los poemas que Cecilia Vicuña escribió y fueron publicados en los 60s y 70s eran eróticos y expresaban un habla femenina que celebra la sensualidad del cuerpo y declara sin pudor los placeres físicos y deseos sexuales. Para Vicuña, la liberación de las mujeres, así como el fin del racismo y la apertura al género híbrido (o no binario), el conocimiento de culturas y saberes ancestrales y la consideración por la naturaleza y el medio ambiente eran parte de la revolución de la Unidad Popular, en Chile. Su poesía proponía una existencia zen en el cambio social con una voz franca y honesta, desgarradoramente seria, juguetona, astuta y burlona.
Vicuña es pionera también en la creación de los denominados libros de artista; creaciones que adoptan la forma del objeto-libro con contenido que traspasa los límites entre textualidad, visualidad y objetualidad. Sabor a Mí, por ejemplo, reúne años de creación artística y literaria de la artista, combinados con collage y arte objetual. Un ejemplar original de esta publicación se encuentra en la colección del Museo Nacional de Bellas Artes en Santiago de Chile y en el museo MoMA de Nueva York. Otros libros de artista de Vicuña también se encuentran en importantes colecciones, tal como Precarios: A Journal of Objects for the Chilean Resistance (1973-74), parte de la colección del museo TATE, de Londres.

### Precarios

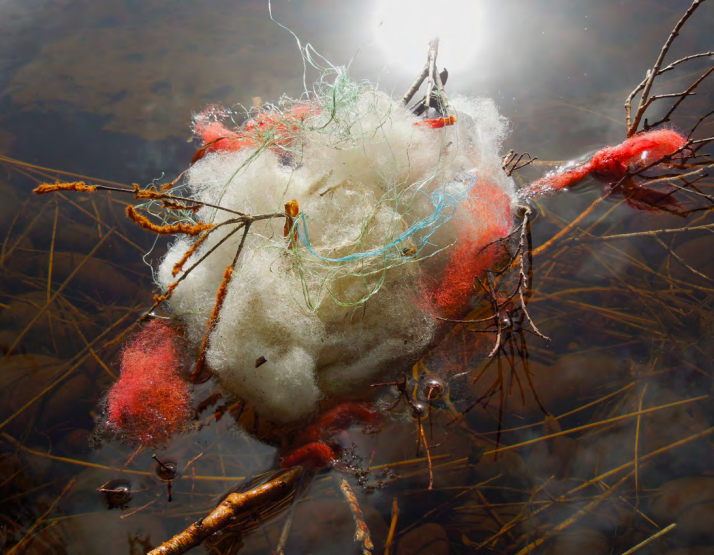
Basuritas del fin del mundo (2012). Cecilia Vicuña. Cortesía de la artista y Lehmann Maupin, New York. Fotografía de James O’Hern

En 1966 Cecilia Vicuña creó su primera serie de pequeñas, pero extraordinariamente potentes esculturas usando cosas que encontró en la playa: palitos, piedritas, plumas, hilos, redes plásticas, etc. Compuso los objetos en la arena al borde del agua como ofrendas sagradas y, en un acto humilde de comunicación con la naturaleza, tomó fotografías de la obra efímera antes de que fuera borrada por las olas en la orilla. Vicuña los llama “precarios” (o basuritas), metáforas espaciales o poemas multidimensionales. El destino de estos objetos es desintegrarse, mezclarse en la naturaleza y representa una forma de honrar y encontrar balance con el mundo natural sin someterlo a ningún tipo de violencia. Los precarios no tienen lugar y su agencia es desaparecer.
La reconocida crítica de arte Lucy Lippard ha indicado que estas primeras basuritas preceden el land art, los Earthworks de Robert Smithson en EE. UU. por unos seis meses, así como las siluetas de Ana Mendieta y los dibujos sobre la tierra de Atsuko Tanaka, en 1968.

### Palabrarmas
Las palabrarmas son poemas en que Vicuña re-arma palabras para revelar su metáfora interior, su significado profundo y decolonizador.

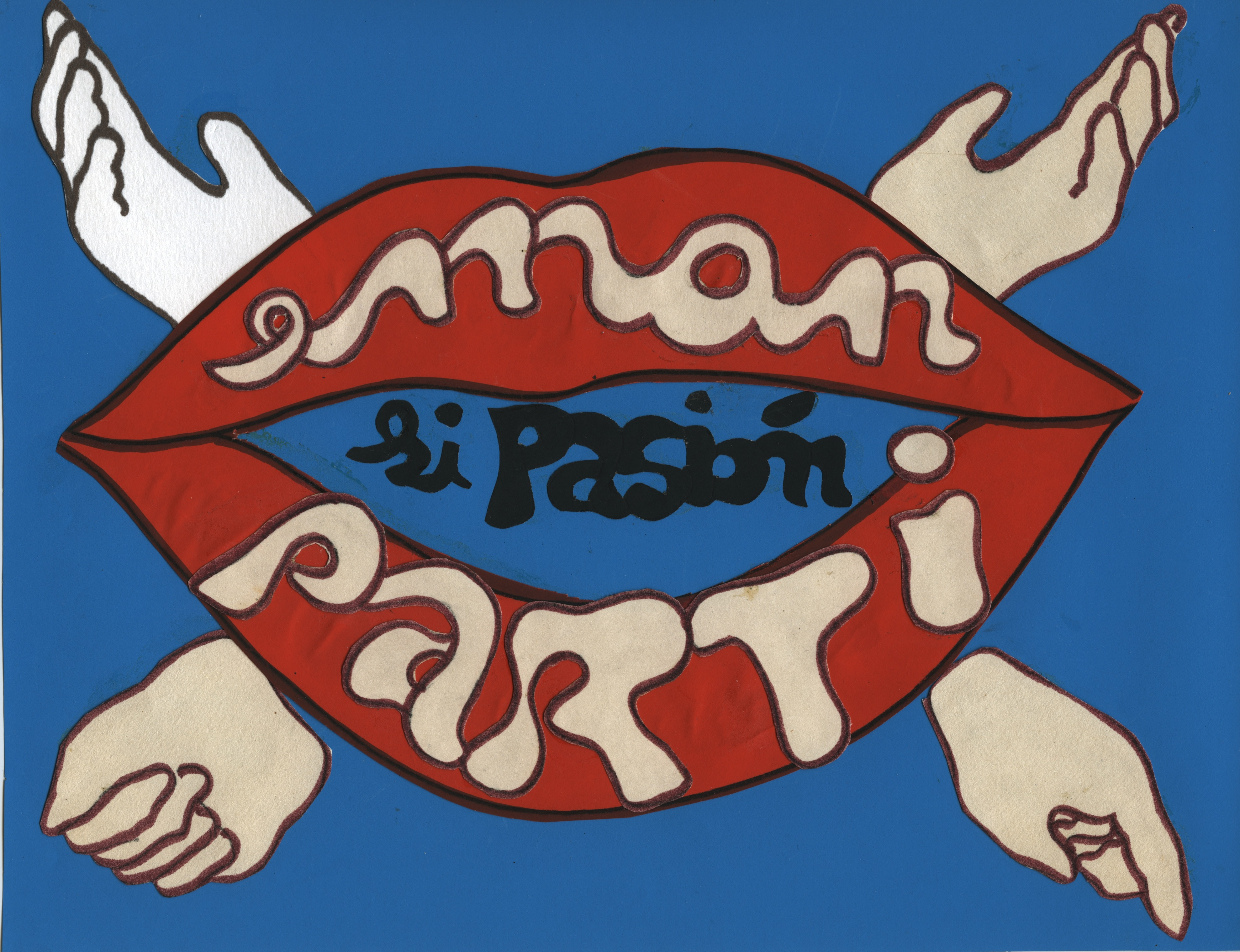
Eman si pasión - Parti si pasión (1974). Cecilia Vicuña. Palabrarmas.

En 1966, cuando era una adolescente, de pronto entendió que las palabras eran organismos vivos y el mundo poético dentro del lenguaje se abrió para ella en una dimensión cósmica y no lineal. Luego del golpe militar de 1973, y el supuesto Plan Z de Allende, Vicuña entendió “el efecto violento de la mentira” y su visión del lenguaje se transformó en las palabrarmas, que empezó a crear en Londres en 1974. La primera palabrarma fue “verdad” transformada en dar ver y “mentira”, en tirar la mente. Vicuña siguió “labrando palabras como quien labra la tierra” (pala/labrar/armas), entendiendo la palabra como única arma permitida.
No fue hasta 1977 cuando en un viaje por el Amazonas, el concepto de palabrarmas: se corporizó en la visión de una niña indígena que volaba y sujetaba una pala con alas, una palabra-arma. Era, precisamente, la visión de las palabras lo que la hacía volar, y la niña bailaba y reía mientras volaba.
Estas obras son la instancia más clara en la obra de Vicuña, a excepción de Sabor a mí, donde su arte visual se encuentra con su poesía. Es en las Palabrarmas donde reside la importancia de la obra de Vicuña, densa con la textura del "veroir". Las palabrarmas se han traducido al inglés y al galés.

### Quipus
Cecilia Vicuña ha recuperado para el futuro y el presente la práctica del Quipu, transformándolos en poemas espaciales y actos colectivos de enorme relevancia política.
Sus Quipu son poemas espaciales, esculturas monumentales, instalaciones y performances realizados con lana e inspirados en el complejo método andino de registrar información mediante hilos y nudos.
Cecilia Vicuña escribe: “En los Andes, la gente no escribía, tejían el significado en textiles y cuerdas anudadas. Hace cinco mil años crearon el quipu (nudo), un poema en el espacio, una manera de recordar, involucrando el cuerpo y el cosmos a la vez. Una metáfora espacial y táctil para la unión de todos. El quipu y su contraparte virtual, el ceque (sistema de líneas de visión que conectan a todas las comunidades de los Andes con las fuentes de agua en las montañas y en el polvo intergaláctico cósmico) fueron desterrados después de la Conquista. Los quipus fueron quemados, pero la visión de la interconectividad perdura bajo tierra. Comencé a hacer quipus en los años 60 como un acto de resistencia poética”.
Cecilia Vicuña también es reconocida como una teórica del texto y los textiles. “La palabra es un hilo y el hilo es lenguaje”, escribe en su poema Palabra e hilo. En su libro La Wik’uña los poemas son hilos.

## Publicaciones y libros

### Libros de Cecilia Vicuña
- Slow Down Fast, A Toda Raja. Camila Marambio & Cecilia Vicuña; Errant Bodies, 2019.[114]
- New & Selected Poems, editado por Rosa Alcalá, Kelsey Street Press, 2018.[115]
- About to Happen, editado por Andrea Andersson y Julia Bryan-Wilson, Siglio, 2017.[116]
- PALAVRARmais, traduçâo Ricardo Corona, Editorial Medusa, Brasil, 2017.[117]
- Read Thread: The Story of the Red Thread, Sternberg Press, 2017. Con motivo de la instalación de Cecilia Vicuña en Atenas para Documenta14.[118]
- Sabor a mí; Galería Patricia Ready, Ograma, Santiago de Chile, 2015.[64]
- Zen Surado; Catalonia, Chile, 2013.[96]
- Spit Temple: Selected Performances by Cecilia Vicuña; editado y traducido por Rosa Alcalá. Ugly Duckling Presse, Nueva York, 2012.[46]
- Chanccani Quipu; Granary Books, Nueva York, 2012.[119]
- Beforehand; Belladona Chaplet Series #131, Nueva York, 2011.[120]
- Sabor A Mí; Chain Links, Philadelphia, Oakland, 2011.[121]
- Soy Yos: Antología 1966-2006; Lom Ediciones, Chile, 2010.[122]
- V: Antología de poesía; Edición de Renato Gómez, tRope, Lima, Perú, 2009.
- Sabor A Mí; Ediciones Universidad Diego Portales, Chile, 2007.
- Palabrarmas; RIL, 2005.[123]
- i tu; Tsé-Tsé, Buenos Aires, 2004.[63]
- Instan; Kelsey St. Press, Berkeley, 2002.[124]
- El Templo; traducido por Rosa Alcalá. Situations, Nueva York, 2001.
- Cloud-net; con poemas de Cecilia Vicuña y ensayos de Laura Hoptman, Surpik Angelini, y David Levi Strauss; Hallwalls Contemporary Arts Center/Diverseworks Artspace/Art in General, Nueva York, Houston, Buffalo, 1999.[125]
- The Precarious: The Art & Poetry of Cecilia Vicuña / QUIPOem; editado por M. Catherine de Zegher. Wesleyan University Press, 1997.[126]
- Word & Thread, traducido por Rosa Alcalá. Morning Star Publications, Edimburgo, Escocia, 1996.[55]
- La realidad es una línea; Kanaal Art Foundation, Kortrijk, Bélgica, 1994.[127]
- PALABRARmas / WURWAPPINschaw; traducido por Edwin Morgan. Morning Star Publications, -Folio 5/2, Edimburgo, Escocia, 1994.
- Unravelling Words & the Weaving of Water; editado por Eliot Weinberger, traducido por Eliot Weinberger y Suzanne Jill Levine. Graywolf Press, 1992.[128]
- La Wik’uña; Francisco Zegers Editor, Santiago de Chile, 1990.[50]
- Samara; Ediciones Embalaje, Museo Rayo, Colombia, 1986.[47]
- PALABRARmas Ediciones El Imaginero, Buenos Aires, 1984.[129]
- Luxumei o el Traspié de la Doctrina; Editorial Oasis, México, 1983.[130]
- Precario / Precarious; translated by Anne Twitty. Tanam Press, New York, 1983.[131]
- Siete Poemas; Ediciones Centro Colombo Americano, Bogotá, 1979.
- Saborami; traducción de Felipe Ehrenberg y la autora. Beau Geste Press, Inglaterra, 1973.[132]

### Libros sobre Cecilia Vicuña
- Cecilia Vicuña: Seehearing the Enlightened Failure (Veroir el Fracaso Iluminado); editado por Miguel A. López. Witte de With Center for Contemporary Art, Róterdam, Holanda, 2019.[133]

## Exposiciones

### Exposiciones individuales
- Cecilia Vicuña: Veroír el fracaso iluminado, CA2M Centro de Arte 2 de Mayo, Madrid, España, 2021.
- Cecilia Vicuña: Lo Precario/The Precarious; The Wexner Center for the Arts, The Ohio State University, Ohio, Estados Unidos, 2019.
- Cecilia Vicuña, a retrospective exhibition; Witte de With Center for Contemporary Art, Róterdam, Netherlands, 2019.
- Cecilia Vicuña, La India Contaminada, Lehmann Maupin Gallery, New York, 2018
- Palabrarmas, Neubauer Collegium for Culture and Society, University of Chicago, IL, 2018
- Cecilia Vicuña: Disappeared Quipu; Museum of Fine Arts Boston, 2018-2019.
- Cecilia Vicuña: Quipu desaparecido (Disappeared Quipu); Brooklyn Museum, 2018.
- Cecilia Vicuña: About To Happen, a survey exhibition organized by the Contemporary Arts Center New Orleans, in 2017, traveling to Berkeley Art Museum, ICA, Philadelphia, Henry Art Gallery, University of Washington, Seattle, and MOCA North Miami, 2019-2020
- Artists for Democracy: El Archivo de Cecilia Vicuña; Museo de la Memoria y los Derechos Humanos, y Museo Nacional de Bellas Artes, Santiago, Chile, 2014.
- Book no Book, Quipu no quipu; Woodland Pattern Book Center in Milwaukee, Estados Unidos, 2015.
- DIANNA FRID AND CECILIA VICUÑA: A TEXTILE EXHIBITION, Poetry Foundation, Chicago, IL, 2015
- Cecilia Vicuña; England & Co, Londres, Inglaterra, 2013.
- Les Immémoriales; Frac Lorraine, Metz, Francia, 2013.
- Aural; Galería de Arte Patricia Ready, Santiago de Chile, 2012.
- Water Writing: Anthological Exhibition, 1966-2009; Institute for Women & Art, Rutgers University, EE. UU., 2009.
- Noche de las Especies: la mar herida nos mira, El Gran Vidrio, pensamiento ocular; Consejo Nacional de la Cultura y las Artes, Valparaíso, Chile, 2009.
- Parti Si Pasión; Metales Pesados, Santiago, Chile, 2008.
- Otoño: Reconstrucción Documental; Museo Nacional de Bellas Artes, Santiago de Chile, 2007.
- Dissolving: Threads of Water and Light; The Drawing Center, Nueva York, EE. UU., 2002. Junto a César Paternosto.
- Into Union; Latin Collector, Nueva York, EE. UU., 2002. Junto a César Paternosto.
- Thread Mansion; The Boulder Museum of Contemporary Art, Boulder, EE. UU., 2002.
- Book No Book; Woodland Pattern Center, Milwaukee, EE. UU., 2001.
- Se mi ya; Galería Gabriela Mistral, Ministerio de Educación, Santiago de Chile, 2000.
- Cloud-net; Hallwalls Contemporary Arts Center, Buffalo; Diverse Works Artspace, Houston; y Art in General, Nueva York, EE. UU., 1998-99.
- K’isa; University Art Gallery, University of Massachusetts at Dartmouth, EE. UU., 1997.
- Precario; Inverleith House, the Royal Botanical Gardens, Edimburgo, Escocia, 1996.
- Ceq’e Fragments; Center for Contemporary Arts, Santa Fe, EE. UU., 1994.
- Hilumbres Allqa; Kanaal Art Foundation, Kortrijk, Bélgica, 1994.
- El Ande Futuro; University Art Museum, Berkeley, EE. UU., 1992.
- Precarious; Exit Art Gallery, Nueva York, 1990.
- Homenaje a Vietnam; Fundación Gilberto Alzate Avendaño, Bogotá, Colombia. 1977.
- A Journal of Objects for the Chilean Resistance: 400 precarious objects; Arts Meeting Place, Londres, Inglaterra. 1974.
- Pain Things & Explanations; ICA Institute of Contemporary Arts, Londres, Inglaterra, 1973.
- Cecilia Vicuña, Galería Point, Santiago de Chile, 1972.
- Cecilia Vicuña, Sala Ercilla, Universidad del Norte, Antofagasta, Chile, 1971.
- Pinturas Poemas y Explicaciones; Museo Nacional de Bellas Artes Santiago, Chile, 1971.
- Otoño; Museo Nacional de Bellas Artes, Santiago, Chile, 1971. Primera muestra individual, donde crea un site-specific consistente en una sala llena de hojas.

### Exposiciones colectivas
- Antes de América. Fuentes originarias en la cultura moderna, organizado por la Fundación Juan March en Madrid, España. 2023
- Territorios que importan. Género, arte y ecología, organizado por el Centro de Arte y Naturaleza (CDAN) en Huesca, España. 2018.[134]
- Radical Women: Latin American Art, 1960–1985; Hammer Museum, Los Angeles, EE. UU., 2017.[135]
- Documenta 14; Kassel, Alemania / Atenas, Grecia, 2017.[136]
- La emergencia del Pop: calle e irreverencia en Chile; Museo de la Solidaridad Salvador Allende, Santiago de Chile, 2016.[137][138]
- Agitprop!; Elizabeth A.Sackler Center for Feminist Art, Brooklyn Museum, Nueva York, EE. UU., 2016.
- Ausencia Encarnada: Efimeralidad y colectividad en el arte chileno de los años setenta; Museo de la Solidaridad Salvador Allende, Santiago de Chile, 2015.[139]
- 3 miradas Arte en Chile; Museo Nacional de Bellas Artes, Santiago de Chile, 2014.
- Exposición Centenario; Museo Nacional de Bellas Artes, Santiago de Chile, 2010.
- Subversive Practices: Art under Conditions of Political Repression, 60’s -80’s South America-Europe; Württembergischer Kunstverein, Stuttgart, Alemania, 2009.
- Menú de Hoy Comida Lenta; Salas Mall Plaza del Museo Nacional de Bellas Artes, Talcahuano, Chile, 2007.
- Wack!; Museo de Arte Contemporáneo de Los Ángeles MOCA, EE. UU., 2007.
- Multiplication; Museo de Arte Contemporáneo Universidad de Chile, Santiago de Chile, 2006.
- Del otro lado: Arte Contemporáneo de Mujeres en Chile; Centro Cultural Palacio La Moneda, Santiago, Chile, 2006.
- Nehuen: Mapuche Power; Museo de las Américas, Denver, EE. UU., 2005.
- Gabinete de Lectura: Artes Visuales Chilenas Contemporáneas; Museo Nacional de Bellas Artes, Santiago de Chile, 2005.
- Promoción Popular; Centro Cultural Matucana 100, Santiago de Chile, 2003.
- Efecto de Viaje; Museo Nacional de Bellas Artes, Santiago de Chile, 1991.
- The Decade Show; The New Museum, Nueva York, EE. UU., 1991.
- Latin American Artists in New York since 1970; Archer M. Huntington Art Gallery, Austin, EE. UU., 1987.
- Archer M. Huntington Gallery University of Texas, Estados Unidos, 1984.
- II Bienal de La Habana; Cuba, 1983.
- Women of the Americas; Americas Society, Nueva York, EE. UU., 1982.
- Video from Latin America; MoMA Museum of Modern Art, Nueva York, EE. UU. 1981.[140]
- Arte Fantástico; Centro Venezolano de Cultura, Bogotá, Colombia, 1978.
- Arte Público; Bogotá, Colombia, 1977.
- International Plakate; Berlín, Alemania, 1977.
- Casa de la Cultura de Neiva; Colombia, 1976.
- Trabajadores Culturales de Nuestra América; San Francisco, Estados Unidos, 1975.
- Festival por Chile; Royal College of Art, Londres, Inglaterra, 1974.
- Women Artists; Essex University, Inglaterra, 1972.
- Whitechapel Art Gallery Open Exhibition; Londres, Inglaterra, 1972.
- Arte Latinoamericano; Pyramid Gallery, Washington, Estados Unidos, 1972.
- Salón Nacional de Pintura Instintiva; Museo Nacional de Bellas Artes, Santiago de Chile, 1972.
- Bienal de Quito; Ecuador, 1972.

### Exposiciones curadas por Cecilia Vicuña
- Painted Ideas: Visual Poetry from Latin America, Cecilia de Torres Gallery, New York, Estados Unidos, 2009.
- Minga del Cielo Oscuro, Centro Cultural España, Santiago, Chile, 2019.[91]

## Filmografía
Cecilia Vicuña ha realizado más de 200 obras en film y video. Esta es una selección de sus principales obras.
- ¿Qué es para usted la poesía?; Documental, Bogotá, Colombia, 1980.[37]
- Paracas; Documental, Chile, 1993.[43]
- Kon Kon; Documental, Chile, 2010.[24]

#### Documentales sobre Cecilia Vicuña
- Todos los Ríos dan al Mar, dirigido por Victoria Ramírez y Morín Ortiz. Santiago, Chile, 2016.
- María Santiago (pen name of Cecilia Vicuña). BBC documentary, emitido por BBC2, dirigido por Tony Cash. 12 mins, Londres, Inglaterra, 1974.

## Premios y reconocimientos
- 2019: Premio Velázquez de Artes Plásticas.[13]
- 2022: León de Oro a la trayectoria por parte de la 59ª Bienal de Arte de Venecia.[19]
- 2023: Doctora Honoris Causa por la Universidad de Chile.[141]
- 2023: Premio Nacional de Artes Plásticas de Chile.[142]